# Coccidencyrtus longicaudatus
Coccidencyrtus longicaudatus är en stekelart som beskrevs av Tan och Zhao 1998. Coccidencyrtus longicaudatus ingår i släktet Coccidencyrtus och familjen sköldlussteklar. Inga underarter finns listade i Catalogue of Life.